# 1550-1559
De jaren 1550-1559 (van de christelijke jaartelling) zijn een decennium in de 16e eeuw.

## Belangrijke gebeurtenissen

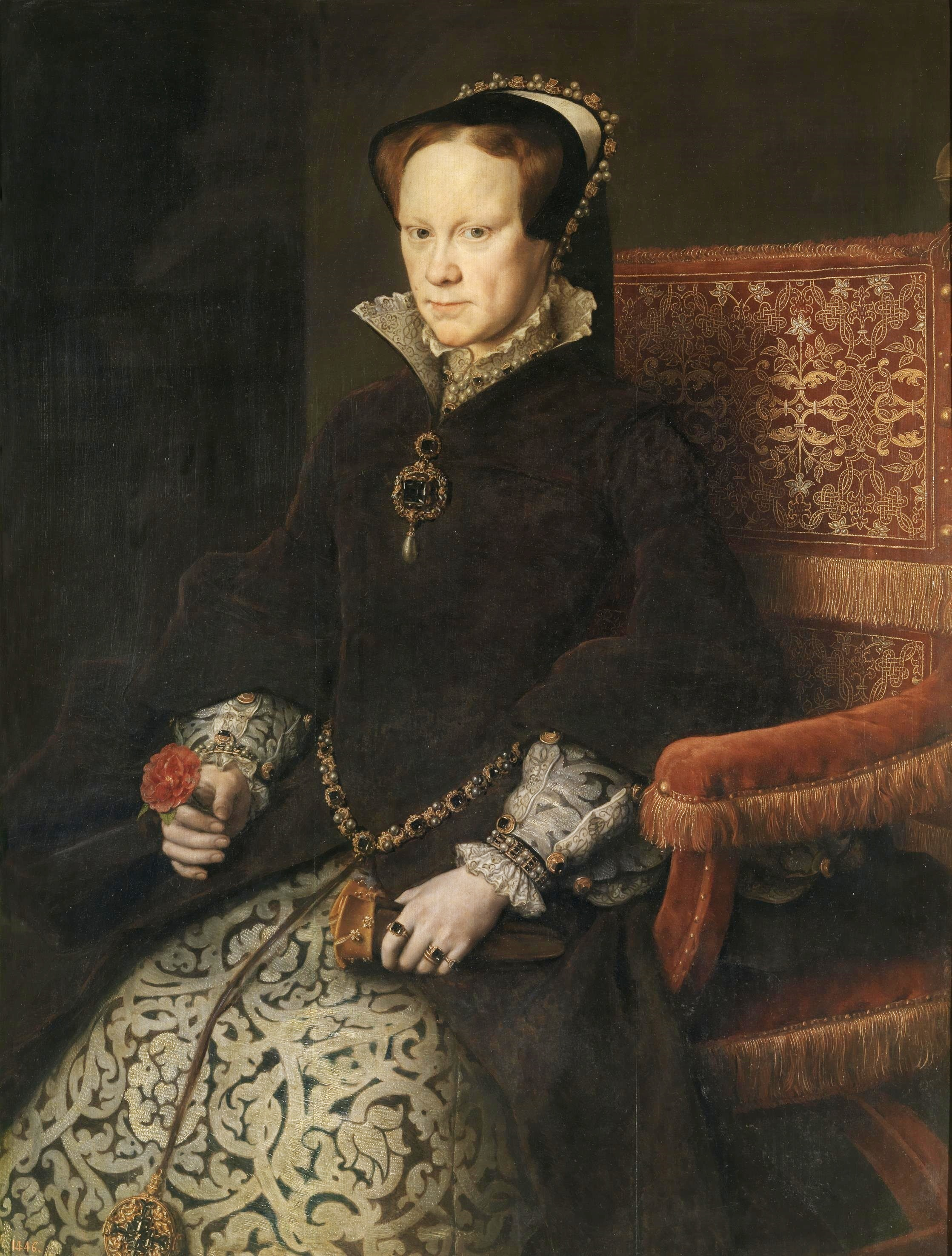
Mary I

### Italiaanse Oorlogen
- 1550 : Beleg van Mahdia. Andrea Doria (admiraal) verovert de Tunesische stad op de Ottomanen, het begin van de Italiaanse Oorlog (1551-1559).
- 1551 : Beleg van Tripoli. De Ottomanen veroveren de Libische stad op de Spanjaarden.
- 1552 : Verdrag van Chambord. Koning Hendrik II van Frankrijk sluit een akkoord met Duits protestantse vorsten en bezet de drie bisschopssteden Metz, Toul en Verdun.
- 1552 : Slag bij Ponza. De Franco-Ottomaanse vloot verslaat de Keizerlijke vloot.
- 1553 : Frans-Ottomaanse invasie van Corsica. Franco-Ottomaanse troepen veroveren Corsica.
- 1554 : Slag bij Renty. De Fransen onder leiding van Frans van Guise verslaan de keizerlijke troepen.
- 1557 : Slag bij Saint-Quentin. Een zware nederlaag voor de Fransen.
- 1558 : Beleg van Calais. De Engelsen spelen de stad kwijt.
- 1558 : De Ottomanen veroveren de Balearen.
- 1558 : Slag bij Grevelingen. De Fransen verliezen de slag tegen de Spanjaarden.
- 1559 : Vrede van Cateau-Cambrésis. Frankrijk doet afstand van aanspraken op Italiaanse gebieden, die goeddeels door Spanje worden ingelijfd. Siena komt aan Florence toe.
- 1559 : Hendrik II sterft, hij wordt opgevolgd door zijn zoon Frans II.

### Heilig Roomse Rijk
- 1552 : Verdrag van Passau. Na de Vorstenopstand belooft Keizer Karel V aan de Duitse vorsten godsdienstvrijheid.
- 1555 - 25 september - Godsdienstvrede van Augsburg. De uitkomst is cuius regio, eius religio (van wie het land is, is ook de godsdienst). Dit houdt in dat iedere rijksvorst zelf beslist welke godsdienst in zijn gebied wordt opgelegd en daarom ook de kerkgoederen mag beheren.
- 1555 : Keizer Karel doet troonafstand.
- 1556 : Zijn zoon Filips II wordt koning van het Spaanse Rijk.
- 1558 : Keizer Karel sterft, zijn broer Ferdinand wordt keizer van het Heilig Roomse Rijk.

### Zeventien Provincies
- 1553 : De stad Terwaan en het kasteel van Hesdin worden met de grond gelijk gemaakt.
- 1554 : De Franse troepen onder leiding van Montmorency marcheren richting Brussel, maar worden gestopt bij Renty.
- 1554 : Bisschop van Atrecht, Antoine Perrenot de Granvelle, arrangeert het huwelijk tussen Filips II en Maria Tudor.
- 1555 : De zieke keizer Karel V treedt af, zijn zus Maria van Hongarije, landvoogdes van de Nederlanden, doet hetzelfde. Emanuel Filibert van Savoye volgt haar op.
- 1556 : Bestand van Vaucelles. Filips II en Hendrik II van Frankrijk sluiten een bestand.
- 1557 : Spanje verklaart zich bankroet.
- 1558 - De Staten-Generaal in Brussel besluiten aan Filips II de Negenjarige Hulp toe te kennen, een financieel plan waarbij zij de komende negen jaar gelden beheren, innen en aan de koning afstaan. De koning is bijzonder ontevreden over deze parlementaire inmenging, maar stemt toe. Dit is de laatste keer dat de Staten en de koning tot overeenstemming komen.
- 1559 - Filips II van Spanje geeft de autoriteit over de Zeventien Provinciën over aan zijn halfzuster Margaretha van Parma, kardinaal Granvelle is haar adviseur.
- 1559 : Super universas is een bul van paus Paulus IV. Er komen drie aartsbisdommen: Mechelen, Utrecht en Kamerijk. Daaronder komt een groot aantal nieuwe bisdommen. De machtige en rijke abdijen moeten de operatie betalen.

### Engeland
- 1552 : Lord Protector Edward Seymour wordt geëxecuteerd, John Dudley is nu de sterke man.
- 1553 : Koning Eduard VI van Engeland sterft kinderloos.
- 1553 : John Dudley schuift zijn schoondochter Jane Grey, achterkleindochter van koning Hendrik VII van Engeland, naar voor als troonopvolger.
- 1553 : De katholieke Maria I Tudor, ook bekend als Bloody Mary, dochter van Hendrik VIII, neemt de kroon.
- 1554 : Maria huwt met Filips II van Spanje.
- 1556 : Thomas Cranmer, Aartsbisschop van Canterbury, wordt geëxecuteerd.
- 1558 : Maria I van Schotland huwt met Frans II van Frankrijk.
- 1558 : Maria I van Engeland sterft, zij wordt opgevolgd door haar protestantse halfzuster Elizabeth.

### Rusland
- 1558 : Begin van de Lijflandse Oorlog, een oorlog waarin het Tsaardom Rusland zijn macht over het Baltische gebied probeert uit te breiden.

### Amerika
- 1550 : Nieuw Koninkrijk Granada wordt gesticht.

### Ontdekkingsreizen
- 1553 - Hugh Willoughby vertrekt met een vloot van drie schepen in mei vanuit Londen om een Noordoostelijke Doorvaart te vinden naar China. Ze worden echter verrast door een storm nabij Lofoten, waardoor Richard Chancellors schip afgezonderd raakt van de andere twee. Chancellor dringt door tot de Witte Zee en vaart de haven van Cholmogory binnen, nabij het huidige Archangelsk aan de monding van de Dvina. Deze streek was korte tijd eerder onderdeel geworden van het Tsaardom Rusland. Tsaar Ivan IV nodigt Richard Chancellor, de exotische gast, onmiddellijk uit te Moskou. Ook Chancellor is zeer enthousiast over handelsbetrekkingen, omdat hij er een goede afzetmarkt in ziet voor de Engelse wol, in ruil voor bont en andere producten.
- 1555 : De Company of Merchant Adventurers herdoopt zichzelf tot Muscovy Company en wordt een belangrijke diplomatieke link tussen Rusland en Engeland.
- 1555 : Nicolas de Villegagnon wordt aangesteld door Hendrik II van Frankrijk om een Franse kolonie te gaan stichten in Zuid-Amerika. Hij vaart uit met twee schepen en 600 soldaten en kolonisten, die vooral bestaan uit Franse hugenoten en Zwitserse calvinisten. Villegagnon krijgt de opdracht mee een handelspost te stichten vanwaar belangrijke handelswaar kan worden overgebracht naar Frankrijk. Uiteindelijk weet Villegagnon de nederzetting Antarctisch Frankrijk te stichten in de baai van Guanabara bij het huidige Rio de Janeiro. Na een aantal gevechten met Portugese kolonisten wordt Villegagnon ten slotte verslagen door Eustacio de Sá. De Fransen vertrekken in maart 1560 uit Brazilië

## Kunst en cultuur
- De Antwerpse tekenaar Anthonis van den Wijngaerde schildert in 1550 een gezicht op Walcheren. In de jaren 1552 en 1553 maakt hij enkele gezichten op Rome, Genua, Napels en Ancona.

Later treedt hij in dienst van Filips II van Spanje en neemt deel aan de Spaanse veldtochten in Noord-Frankrijk in 1557. In de jaren 1558-1559 bezoekt hij Engeland, waar hij onder meer panorama's maakt van Londen.
- 1550-1557 : De Ottomaanse architect Sinan bouwt in zeven jaar de Süleymaniye-moskee.

<< · 1550 · 1551 · 1552 · 1553 · 1554 · 1555 · 1556 · 1557 · 1558 · 1559 · >>
<< · 1500-1509 · 1510-1519 · 1520-1529 · 1530-1539 · 1540-1549 · 1550-1559 · 1560-1569 · 1570-1579 · 1580-1589 · 1590-1599 · >>